# Entoprocta
Los entoproctos (Entoprocta, del griego entos, "interior" y proktos, "ano"; Endoprocta) son un filo de animales acuáticos de 0,5 mm a 5,0 mm.  Presentan una corona tentacular ciliada y se distinguen de los lofoforados por la posición del ano que queda incluido en la corona tentacular. Se han descrito unas 170 especies.

## Morfología
Un individuo se compone de un cáliz semiesférico delimitado por una corona de tentáculos que encierra la boca y el ano y un pedúnculo contráctil que lo fija al sustrato. En las especies coloniales hay también un estolón que une a toda la colonia. No hay aparato respiratorio ni circulatorio. El aparato excretor está formado por protonefridios.

## Anatomía y fisiología

### Sistema digestivo
El sistema digestivo, ciliado, tiene forma de U. Después de la boca hay un esófago que conduce el alimento hacia un amplio estómago. Después pasa al intestino donde se produce la absorción. De ahí al recto, situado en el medio del cono anal, y al ano.

#### Alimentación
La alimentación se produce por filtración y es de tipo mucociliar. Secretan un moco (mucus) que va captando partículas, principalmente fitoplancton, que llegan a la boca gracias a los cilios de los tentáculos que le rodean. En cada tentáculo hay tres bandas de cilios: una central y dos laterales.

## Biología
Los entoproctos son filtradores y  casi todos son sésiles y algunos coloniales. Las colonias crecen asexualmente a partir de yemas. Se reproducen también sexualmente; son hermafroditas. Liberan los espermatozoides al agua, que son captados por otro individuo; de modo que la fecundación es cruzada e interna. En la mayor parte de los casos, los embriones son incubados en la cavidad atrial, situada en el centro del cáliz. Del huevo surge una larva trocófora que, en la mayoría de las especies, tiene una vida libre de solo unas horas. Las larvas tienen fototropismo negativo, de modo que buscan lugares oscuros para fijarse y transformarse en adulto. 
Los entoproctos viven en el litoral marino donde se instalan con frecuencia sobre otros organismos marinos como algas, fanerógamas u otros invertebrados bentónicos.

## Filogenia y sistemática

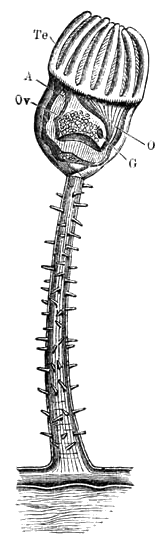
Pedicellina echinata

El parentesco de los entoproctos con los briozoos, también llamados ectoproctos, para contraponerlos a ellos, y su pertenencia a los lofoforados son cuestiones polémicas entre los zoólogos, aún no resueltas. Algunos dan más importancia a las similitides entre ambos grupos y forman el filo Bryozoa (Entoprocta + Ectoprocta); bajo este punto de vista, los entoproctos son auténticos lofoforados. Según otros autores, son solo aparentemente similares a los entoproctos, ya que su sistema de filtración es justamente opuesto (de abajo arriba), no poseen cavidad celomática entre la pared del cuerpo y el intestino, sino una masa gelatinosa de mesoglea y la segmentación es espiral (radial en los briozoos). Según esta perspectiva, entoproctos y ectoproctos no están directamente emparentados y sus similitudes son debidas a la convergencia evolutiva ya que el grupo hermano de Entoprocta es Cycliophora. Este es el punto de vista más aceptado en la actualidad. Según Hickman et al. los entoproctos junto con los lofoforados pertenecen a Lophotrochozoa.
El filo incluye 150 especies, casi todas marinas;Urnatella gracilis, única especie de agua dulce, está ampliamente distribuida.
- Familia Barentsiidae (coloniales)
  - Género Barentsia
  - Género Urnatella

- Familia Loxokalypodidae
  - Género Loxokalypus

- Familia Loxosomatidae (individuales)
  - Género Loxosoma
  - Género Loxosomella

- Familia Pedicellinidae (coloniales)
  - Género Pedicellina